# Тимергази, Лейла
Лейла Тимергази (англ. Layla Timergazi, род. 2001) — новозеландская шахматистка, международный мастер среди женщин (2017).
Член Веллингтонского шахматного клуба.
В составе сборной Новой Зеландии участвовала в 41-й шахматной олимпиаде 2014 г. В этом соревновании она, будучи заявленной в качестве запасной, сыграла 10 партий, из которых 6 выиграла, 2 проиграла и 2 завершила вничью (выполнила норму мастера ФИДЕ среди женщин).
В 2015 г. победила в открытом чемпионате Веллингтона.
В 2017 г. стала чемпионкой Океании (турнир проходил в Окленде). По итогам турнира получила звание международного мастера. Соревнование имело статус зонального турнира, победа в нем давала право участвовать в чемпионате мира 2018 г., однако Тимергази отказалась от участия, уступив место в основной сетке чемпионата мира австралийке К. Хардеген, занявшей в чемпионате Океании 2-е место.

## Изменения рейтинга
| Графики недоступны из-за технических проблем. См. информацию на Фабрикаторе и на mediawiki.org. |